# William H. P. Blandy
William Henry Purnell Blandy (28 de junho de 1890 – 12 de janeiro de 1954), chamado de "Spike" por seus colegas mais próximos, foi um almirante na Marinha dos Estados Unidos durante a Segunda Guerra Mundial. Blandy serviu como comandante-geral da Quarta Divisão de Fuzileiros Navais nas batalhas de Kwajalein, nas Ilhas Marshall, e Saipã, nas Ilhas Marianas, assim como comandante-geral do Quinto Corpo Anfíbio nas batalhas de Tinian (Marianas) e Iwo Jima (Ilhas Vulcão).

## Biografia
Nascido na cidade de Nova Iorque em 28 de junho de 1890, Blandy formou-se em primeiro lugar na Academia Naval dos Estados Unidos em 1913. Participou da ocupação de Veracruz, México, em 1914, e serviu a bordo do encouraçado USS Florida (BB-30), junto à Grande Esquadra Britânica, durante a Primeira Guerra Mundial.
Durante a Segunda Guerra Mundial, atuou como chefe do Bureau of Ordnance (1941–1943). Nesse posto, teve papel controverso no chamado escândalo do torpedo, envolvendo o quase inútil torpedo Mark 14 em seu início, bem como na demora excessiva nos testes e lançamento do torpedo elétrico Mark 18.
Em dezembro de 1943, Blandy assumiu o comando do Grupo 1 da Força Anfíbia da Frota do Pacífico, liderando o grupo de bombardeio pré-invasão na campanha de Iwo Jima. Depois da guerra, comandou a Operação Crossroads — os testes com bombas atômicas no Atol de Bikini.

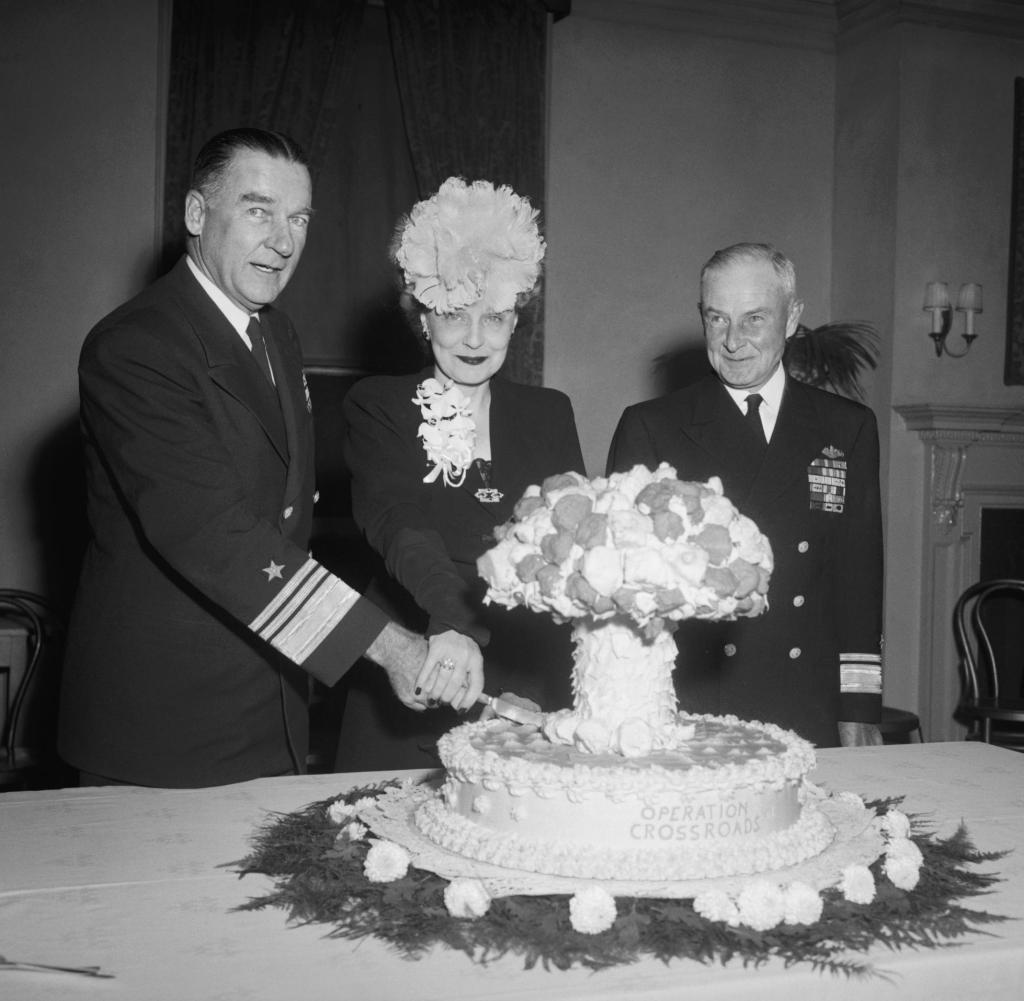
O vice-almirante Blandy e sua esposa cortam o bolo comemorando a Operação Crossroads, com o contra-almirante Frank J. Lowry ao lado.

No fim de 1945, Blandy, então contra-almirante, serviu como Commander, Destroyers, Pacific Fleet (ComDesPac). Em 1946, fez um discurso em resposta às críticas públicas sobre os testes de bombas atômicas em Bikini:
"A bomba não vai iniciar uma reação em cadeia na água, convertendo-a toda em gás, deixando todos os navios de todos os oceanos afundarem. Não vai explodir o fundo do mar e drenar toda a água pelo buraco. Não vai destruir a gravidade. Eu não sou um 'atomic playboy' — como um dos meus críticos me rotulou — detonando essas bombas para satisfazer meu capricho pessoal".
No fim de 1946, surgiu uma polêmica em torno de uma foto (ao lado) em que o vice-almirante Blandy e sua esposa cortam um “bolo atômico” (atomic cake) para celebrar a dissolução da equipe responsável pela Operação Crossroads.
Em seguida, comandou a 2ª Frota de Tarefas e, posteriormente, serviu como Commander-in-Chief da Frota do Atlântico dos EUA, de 1947 a 1950.
O almirante Blandy aposentou-se em 1950. Morreu em 12 de janeiro de 1954, no Hospital da Marinha dos EUA em St. Albans, Nova Iorque, sendo sepultado no Cemitério Nacional de Arlington.

## Homenagens
Em 1956, o contratorpedeiro USS Blandy (DD-943) recebeu seu nome, em honra a Blandy.

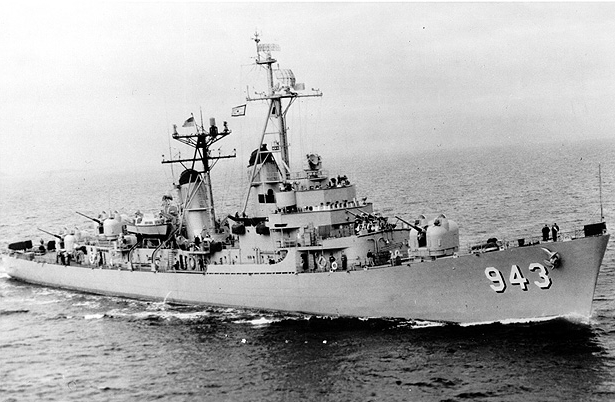

- USS Blandy (DD-943)

## Na cultura popular
- O roqueiro Steve Stevens utilizou o áudio original do discurso "I am not an atomic playboy" de Blandy no início da faixa-título (faixa de abertura) de seu álbum Atomic Playboys, de 1989.[6]
- O mesmo sample aparece em "David Lange You Da Bomb!", do músico neozelandês Tiki Taane, em 2009.
- Também foi usado pelo grupo de demoscene Future Crew em sua demo Second Reality.[7]
- A dupla holandesa de techno "Space Trax" usou o trecho no single "Atomic Playboy", de 1991.[8]